# ISO 3166-2:TG
ISO 3166-2:TG是多哥的ISO 3166-2代码，是国际标准化组织推出的的ISO 3166标准的一部分。目前多哥为該國的5个地区定义了ISO 3166-2代码。每个ISO 3166-2:TG代码由两部分组成，並用一个连字符隔开。第一部分是TG，第二部分是一个字母。

## 代码
| TG-C | 中部區 |
| TG-K | 卡拉区 |
| TG-M | 滨海区 |
| TG-P | 高原区 |
| TG-S | 草原区 |